# Andinagrion garrisoni
Andinagrion garrisoni е вид водно конче от семейство Coenagrionidae. Видът е почти застрашен от изчезване.

## Разпространение
Разпространен е в Аржентина (Салта, Сан Салвадор де Хухуй и Тукуман).